# (12033) Anselmo
(12033) Anselmo (1997 BD9) – planetoida z pasa głównego asteroid okrążająca Słońce w ciągu 5,79 lat w średniej odległości 3,22 j.a. Odkryta 31 stycznia 1997 roku.